# كفر حجازي (المنوفية)
كفر حجازي إحدى قرى مركز الشهداء التابع لمحافظة المنوفية في جمهورية مصر العربية.

## السكان
بلغ عدد سكان كفر حجازي 3,663 نسمة، حسب الإحصاء الرسمي لعام 2006.